# Miranda Richardson
Miranda Jane Richardson (født 3. marts 1958 i Southport i Lancashire) er en britisk skuespiller. Hun har været Oscarnomineret to gange, vundet to Golden Globes og en BAFTA Award. Hun har optrådt på teater, fjernsyn og film. En af hendes første bemærkelsesværdige roller var som den barnlige dronning Elizabeth 1. ("Queenie") i komedieserien Blackadders anden sæson (1986).

## Udvalgt filmografi
- Solens rige (1987)
- The crying game (1992)
- Sleepy Hollow (1999)
- Alice i Eventyrland (1999)
- The Hours (2002)
- The Phantom of the Opera (2004)
- The Prince and Me (2004)
- Harry Potter og Flammernes Pokal (2005)
- Paris, je t'aime (2006)
- The Young Victoria (2009)

## Priser og nomineringer

### Oscaruddelingen
- Nomineret: Bedste kvindelige birolle, Damage (1992)
- Nomineret: Bedste kvindelige hovedrolle, Tom & Viv (1994)

### BAFTA
- Nomineret: Bedste kvindelige hovedrolle, After Pilkington (1988) (TV)
- Nomineret: Bedste kvindelige birolle, The Crying Game (1993)
- Vandt: Bedste kvindelige birolle, Damage (1993)
- Nomineret: Bedste kvindelige hovedrolle, Tom & Viv (1994)
- Nomineret: Bedste kvindelige hovedrolle, A Dance to the Music of Time (1998) (TV)
- Nomineret: Bedste kvindelige hovedrolle, The Lost Prince (2004) (TV)

### Golden Globe
- Nomineret: Bedste kvindelige birolle – Damage (1993)
- Vandt: Bedste kvindelige hovedrolle – Musical/Komedie, Enchanted April (1993)
- Nomineret: Bedste kvindelige hovedrolle – Drama, Tom & Viv (1995)
- Vandt: Bedste kvindelige birolle i en tv-serie, mini-serie eller tv-film, Fatherland (1995)
- Nomineret: Bedste kvindelige hovedrolle i en tv-serie, mini-serie eller tv-film, Merlin (1999)
- Nomineret: Bedste kvindelige birolle i en tv-serie, mini-serie eller tv-film, The Big Brass Ring (2000)
- Nomineret: Bedste kvindelige hovedrolle i en tv-serie, mini-serie eller tv-film, The Lost Prince (2005)

### Laurence Olivier Pris
- Nomineret: Bedste kvindelige hovedrolle, A Lie of the Mind (1988)